# Verkasjärvi
Verkasjärvi är en sjö i Finland. Den ligger i kommunen Kuusamo i landskapet Norra Österbotten, i den nordöstra delen av landet, 700 km norr om huvudstaden Helsingfors. Verkasjärvi ligger 253,4 meter över havet. Arean är 45,5 hektar och strandlinjen är 6,92 kilometer lång. Sjön  ingår i Koundaälvens huvudavrinningsområde. 